# Banc Alexandra
Le banc Alexandra (en anglais Alexandra Bank, en vietnamien Bãi Huyền Trân, en mandarin Rénjùn tān (en sinogrammes 人骏滩)), est un groupe de récifs corallliens immergés au sud-ouest des îles Spratleys en mer de Chine méridionale,,.

## Géographie
Le banc Alexandra est un groupe de récifs coralliens immergé situé au sud-ouest de la mer de Chine méridionale, à 248 milles marins au sud-est de Vũng Tàu, à 11 milles marins au nord-est du banc Grainger et à 3,5 milles marins au sud-est du banc Prince of Wales,.
Le récif mesure 8 km de long le long de l’axe nord-sud et 5,5 km de large le long de l’axe ouest-est. La superficie totale est de 32,61 km2, dont 18,02 km2 pour l'océan. La ceinture a une profondeur de 6 à 8 mètres et s'étend jusqu'à 0,8 à 1 km au nord, au nord-est, à l'est et au sud-est. La partie profonde de la mer a plus de 10 mètres de profondeur, le maximum n'est que de 20 mètres. La partie la moins profonde du récif a une profondeur de 5,3 mètres,.

## Infrastructures

### Plateformes
Le Viêt Nam a érigé un structure en acier appelée plateforme DK1. « DK » est l'abréviation initiale de Dịch vụ - Khoa học kỹ thuật (en français « Service - Science et Technologie »), tandis que le chiffre « 1 » fait référence aux plateformes situées dans le cercle le plus extérieur, le plus éloigné du continent. 
Il existe actuellement une plateforme en activité :
- Plateforme DK1/7 (Maison de forage Huyền Trân 7) : achevée le 11 novembre 1991.

En 2014, la maison de forage Huyền Trân a été reconstruite pour être plus solide, composée de deux structures de forage interconnectées, censées être capables de résister aux tempêtes avec des vents supérieurs au niveau 12. La maison de forage mesure environ 15 mètres de haut du niveau de la mer à la terrasse.
Actuellement, la plateforme est contrôlée par les soldats de la garnison appartenant au bataillon DK1, initialement sous la brigade 171 du commandement de la région 2 de la Marine populaire vietnamienne, puis sous le commandement de la région navale 2.

### Station météo
Sur la plate-forme DK1/7 se trouve une station de surveillance météorologique de niveau 1, répondant aux normes internationales des journaux. Selon la liste jointe au décret n° 24/CP du 19 mars 1997 du gouvernement du Viêt Nam détaillant la mise en œuvre de l'ordonnance sur l'exploitation et la protection des ouvrages hydrométéorologiques, la station Huyền Trân est un ouvrage météorologique de type spécial, c'est-à-dire qu'elle est un ouvrage météorologique de type spécial. a une importance particulière en termes d'expertise technique hydrométéorologique et d'échange international d'informations,... ou a une importance importante pour les activités socio-économiques, la défense et la sécurité nationale.
Le personnel comprend deux observateurs, effectuant chaque jour une surveillance - émettant des rapports 4 fois (4 observations), augmentant la fréquence en cas de tempêtes et de mer agitée. La fréquence de collecte des données est toutes les demi-heures.

### Phare
Le phare du banc Alexandra a été achevé avant 1994, la hauteur de la tour est de 23,4 mètres, sa portée est de 10 milles marins le jour et de 12 milles marins la nuit avec une lumière blanche. Caractéristiques lumineuses : 2+1 flashs groupés, cycle de 10 secondes,.

## Revendications

### Contenu des revendications

#### Viêt Nam
Administrativement, le banc Alexandra est sous l'administration du Viêt Nam au sein de la province de Bà Rịa-Vũng Tàu.
Le Viêt Nam estime que, sur la base de l'article 60 de la Convention des Nations unies sur le droit de la mer de 1982 (CNUDM 1982), les réglementations sur les îles artificielles, les équipements et les structures dans la zone économique exclusive et les réglementations de l'article 80 sur les îles, les îles artificielles, les installations et structures sur le plateau continental, le Viêt Nam a le droit exclusif de construire, d'autoriser et de réglementer la construction, l'exploitation et l'utilisation d'îles artificielles, d'installations et de structures utilisées aux fins envisagées à l'article 56 de la CNUDM 1982 ou à d'autres fins économiques dans la zone économique exclusive et le plateau continental. Le Viêt Nam a déclaré qu’il n’avait pas intentionnellement transformé les récifs de son plateau continental sud [y compris le banc Alexandra] en îles émergées et qu’il ne les avait pas attribués à l’archipel des îles Spratleys, et a rejeté cette attribution.

#### Chine
La république populaire de Chine et Taïwan estiment que le banc Alexandra appartient à l'archipel des îles Nansha, et considère en même temps l'archipel de Nansha comme faisant partie du territoire indivisible de la Chine.
En 1935, la république de Chine a publié « Contraste des noms chinois-anglais des îles de la mer de Chine méridionale de Chine », qui a translittéré le nom anglais Alexandra Bank en chinois par 埃勒生達灘 (Āi lēi shēng dá tān). En 1947, le ministère de l'Intérieur de la république de Chine a changé le nom chinois de cette plage en 人駿灘 (Rénjùn tān, récif Rénjùn). Le nom Rénjùn tān est continuellement reconnu et utilisé par la république populaire de Chine depuis 1983.

### Droit public international
- Contrairement aux îles, les entités submergées ne peuvent pas revendiquer individuellement leur souveraineté, à moins qu'il ne puisse être prouvé qu'elles se trouvent dans les eaux historiques ou dans la zone économique exclusive de l'île.
- Le plateau continental ne fait pas partie du territoire national, en d'autres termes, les États côtiers n'ont pas de souveraineté sur le plateau continental. Selon l'article 77 de la CNUDM de 1982, les États côtiers n'exercent des droits souverains qu'en termes d'exploration et d'exploitation de leurs ressources naturelles. L'exercice de droits souverains par un État côtier ne doit pas causer de dommages à la navigation ou à d'autres droits et libertés d'autres États reconnus par la CNUDM. Selon l'article 79 de la CNUDM 1982, d'autres pays ont le droit d'installer des câbles et des pipelines sous-marins sur le plateau continental mais nécessitent l'accord de l'État côtier.